# اس‌اس نریسا
اس‌اس نریسا (به انگلیسی: SS Nerissa) یک زیردریایی بود که طول آن ۳۴۹٫۵ فوت (۱۰۶٫۵ متر) بود. این زیردریایی در سال ۱۹۲۶ ساخته شد.